# Мост Аррабида
 Аррабида (порт.  Ponte da Arrábida ) —автомобильный и пешеходный мост через реку Дору в Португалии. Соединяет города Порту и Вила-Нова-ди-Гая. Сооружён по проекту Эдгара Кардозу.

Мост является шестым мостом через реку Дору по дате строительства в Порту (после моста Мария Пиа, Luis I, Понте де Сан-Жуан , Понте-ду-Фрейшу,  Инфанте)
В его строительство было израсходовано 20000 тонн цемента , 58,700 кубических метров бетона, 2250 тонн стали.